# Pierre Devos

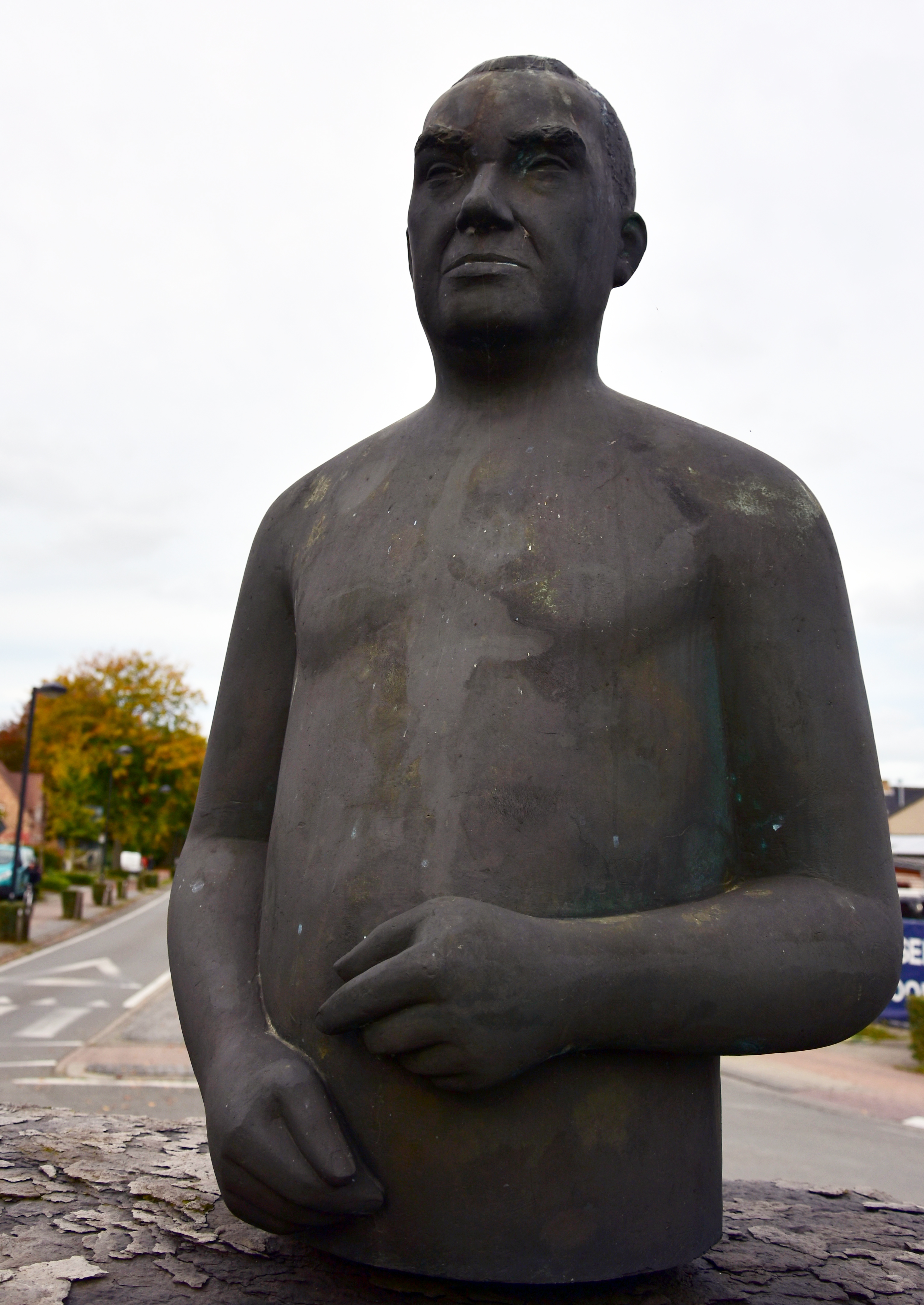
Constant Permeke door zijn schoonzoon Pierre Devos, bij de woning van de kunstenaar te Jabbeke

Pierre Devos (Oudenaarde, 7 augustus 1917 - Mater, 23 februari 1972) was een Belgisch schilder, beeldhouwer en keramist.

## Levensloop
Pierre Devos was een zoon van Paul Ghislain Marie Joseph Devos (1876-....) en Sarah Ceuterick (1882-1964) en werd de schoonzoon van Constant Permeke toen hij huwde met Beatty Permeke.
Hij kreeg zijn artistieke opleiding vanaf 1934 aan de Academie van Doornik en aan Ter Kameren (École Supérieure d'Architecture et des Arts Décoratifs de la Cambre) in Brussel, onder leiding van Charles Counhaye. Tijdens zijn legerdienst (1935) verbleef hij in Brugge en volgde er les bij Emile Rommelaere.
In 1940 verhuisde hij weer naar Oudenaarde en richtte er een atelier in. In 1944 ontmoette hij de keramiste Beatty Permeke (1916 - 1991), de dochter van Constant Permeke en met wie hij in 1946 trouwde.
Hij had een voorkeur voor figuren, naakten en portretten. Eerst stond hij onder de invloed van zijn schoonvader, maar hij evolueerde naar een gestileerde vormgeving en een zuivere lijnvoering. Zijn werken werden beschreven als: sober, sereen, poëtisch, helder en teder.
Vanaf 1954 maakte hij keramiek en twee jaar later gaf hij het beeldhouwen op om zich volledig hieraan te wijden. Vanaf 1960 wijdde hij zich uitsluitend aan de schilderkunst.
Vanaf 1945 tot en met 1970, stelde hij vaak individueel ten toon in onder andere Brussel, Brugge, Gent, Kortrijk, Leuven en Oostende. Hij exposeerde ook in het buitenland: Hulst, Amsterdam, Rome, Milaan enzovoort.
In 1945 ontwierp hij het beeld 'De stervende man' voor het oorlogsmonument op de Markt van Houthulst. Het beeld werd in 1946 bij de gebroeders Batardy te Brussel gegoten.
Werken van hem bevinden zich in het Stedelijk Museum voor Actuele Kunst (SMAK) in Gent, het Provinciaal Museum Constant Permeke in Jabbeke, het Musée des Beaux-Arts in Doornik, het Palais Provincial de Namur enzovoort.